# Monarcha castaneiventris
Monarcha castaneiventris е вид птица от семейство Monarchidae.

## Разпространение
Видът е разпространен в Соломоновите острови.